# Anyphops dubiosus
Espèce
Synonymes
- Selenops dubiosus Lawrence, 1952

Anyphops dubiosus est une espèce d'araignées aranéomorphes de la famille des Selenopidae.

## Distribution
Cette espèce est endémique du KwaZulu-Natal en Afrique du Sud,. Elle se rencontre vers le col Newcastle Muller.

## Publication originale
- Lawrence, 1952 : New spiders from the eastern half of South Africa. Annals of the Natal Museum, vol. 12, p. 183-226.